# Tokyo Disneyland Hotel
Pour les articles homonymes, voir Disneyland Hotel (homonymie).
Tokyo Disneyland Hotel (東京ディズニーランドホテル) possède une grande ressemblance avec les « Disneyland Hotel » de Disneyland Paris et Hong Kong Disneyland Resort de par son style architectural et sa position juste à l'entrée du parc. Il a ouvert 8 juillet 2008 pour un budget s'élevant à 44 milliards de Yen (566 millions de $).

## Le thème
Afin de se rapprocher du thème de World Bazaar, l'hôtel adopte l'architecture victorienne des années 1890. Il est l'œuvre des architectes de Walt Disney Imagineering, ce qui n'est pas le cas des autres hôtels du domaine. Le style du Disney's Grand Floridian Resort, construit à Walt Disney World Resort, en a été inspiré et évoque les grands hôtels construits en Floride et en Californie lors des débuts du tourisme international.
Le 16 février 2015, la rénovation de 182 chambres sur 706 est achevé avec de nouveaux thèmes : 47 sur la Fée Clochette et les Disney Fairies, 63 sur Alice au pays des merveilles, 52 sur La Belle et la Bête et 20 sur Cendrillon

## L'édifice
Le bâtiment s'élève sur neuf étages et propose 89 000 m². Les derniers étages permettent aux clients d'admirer le château. Les toits de l'hôtel arborent un bleu similaire aux toits du Disney's Newport Bay Club à Disneyland Paris et les murs sont d'une couleur beige crème, quasiment dorée. 
Côté parc, les façades extérieures des trois premiers étages de l'hôtel arborent des façades reprenant ceux de World Bazaar.
L'entrée de l'hôtel se situe juste à côté du nouveau parking, construit derrière l'hôtel afin de compenser la destruction du parking du parc à thème.

## Les services de l'hôtel
L'hôtel devrait contenir 705 chambres, des salles de banquets, des restaurants et plusieurs boutiques Disney. D'après le site officiel, l'hôtel aurait les caractéristiques suivantes :
- 9 étages (sans compter les sous-sols)
- surface totale : près de 89,000 m²
- chambres : réparties sur les 9 étages et les 4 ailes du bâtiment
- salles de réception : 4 situées au 3e niveau, une grande de 486 m² (divisible en 2) et 3 petites de 70 m², 54 m², 50 m²
- restaurants et boutiques : 3 restaurants et 4 boutiques situés au 1er et 3e niveau
  - Buffet : 1,024 m² de 298 places
  - Bar du hall: 367 m² / 72 places
  - Restaurant de spécialités: 286 m² / 100 places
- une piscine extérieure pour les enfants
- Parking: 526 places

### Les chambres
L'hôtel doit comprendre 705 chambres dont
- 502 standards (40 m² à 93 m²) parmi lesquels 384 avec des alcôves convertibles en lit
- 65 Concierge Rooms et Suites

### Les restaurants et bars
- Sherwood Garden Restaurant
- Canna
- Dreamers Lounge

### Les boutiques
- Looking Glass Gifts
- Disney Mercantile
- Bibbidi Bobbidi Boutique (une boutique associée à la gamme Disney Princess)
- Magic Memories Photo

### Les jardins
- Misty Mountains Pool la piscine de l'hôtel, sur le thème de Peter Pan
- Lilac Rose un centre esthétique

L'hôtel propose aussi quatre jardins à thème
- Mickey & Friends Square située du côté du parc à thème.
- Sherwood Garden avec un bassin et un kiosque
- Fantasia Court
- Alice's Garden

## Source
- Tokyo Disneyland Hotel to Open July 8th, 2008